# Скалице на Свитави
Скалице на Свитави (чеш. Skalice nad Svitavou) је насељено мјесто са административним статусом сеоске општине (чеш. obec) у округу Бланско, у Јужноморавском крају, Чешка Република.

## Становништво
Према подацима о броју становника из 2014. године насеље је имало 617 становника.